# HD 166348
HD 166348 es una estrella en la constelación de Corona Austral de magnitud aparente +8,38.
Se localiza a poco más de un grado de la brillante HD 165189.
HD 166348 es una enana naranja de tipo espectral K6Vk, anteriormente catalogada como enana roja de tipo M0V.
Sus características son similares a las de las componentes del sistema 61 Cygni.
Más fría que el Sol, tiene una temperatura superficial de 4425 ± 90 K y brilla con una luminosidad equivalente al 9,4% de la luminosidad solar.
Su radio corresponde al 68% del radio solar, girando sobre sí misma con una velocidad de rotación proyectada —límite inferior de la misma— de 1,56 km/s.
Es, al igual que muchas otras enanas de tipo K5, un «rotor» lento, cuyo período de rotación puede ser de hasta 22 días.
En cuanto a su contenido metálico, su índice de metalicidad ([Fe/H] = +0,34) es significativamente más elevado que el del Sol.
Muestra actividad cromosférica.
HD 166348 forma parte de la Asociación Local o Grupo de movimiento de las Pléyades.
Se encuentra a 42,8 años luz de distancia del sistema solar, siendo la estrella conocida más cercana a ella Gliese 732, a 6,5 años luz.